# جوزيف بريان نيلسون
جوزيف بريان نيلسون (بالإنجليزية: Bryan Nelson)‏ هو عالم طيور بريطاني، ولد في 14 مارس 1932 في Shipley, West Yorkshire ‏ في المملكة المتحدة، وتوفي في 29 يونيو 2015 في Kirkcudbright ‏ في المملكة المتحدة.

## وصلات خارجية
- جوزيف بريان نيلسون على موقع IMDb (الإنجليزية)